# Henry Grey, IV conte di Kent
Henry Grey (1495 – 24 settembre 1562) è stato un nobile inglese.

## Biografia
Era figlio di George Grey, II conte di Kent e della seconda moglie Catherine Herbert.
Alla morte del padre il titolo andò a suo fratellastro Richard, nato dal primo matrimonio del conte con Anne Woodville, sorella della regina Elisabetta Woodville.
Suo fratello tuttavia, dedito al gioco d'azzardo, si indebitò a tal punto da dover vendere buona parte dei beni, molti dei quali finirono alla corona.
Nel 1524 Richard morì senza figli e spettò ad Henry cercare di ripagare i debiti ma anche recuperare i beni di famiglia. Visse modestamente, senza prendere formalmente il titolo di conte.
Sposò Anne Blennerhassett, figlia di John Blennerhassett e Jane Higham. Dall'unione nacquero due figli:
- Henry Grey (1520–1545), che sposò Margaret St. John;
- Katherine Grey che sposò un membro della famiglia Spencer.

Suo figlio Henry gli premorì nel 1545 ma ebbe dalla moglie Margaret tre figli maschi che assicurarono la discendenza dei conti Grey.